# Hipólito Ricarte

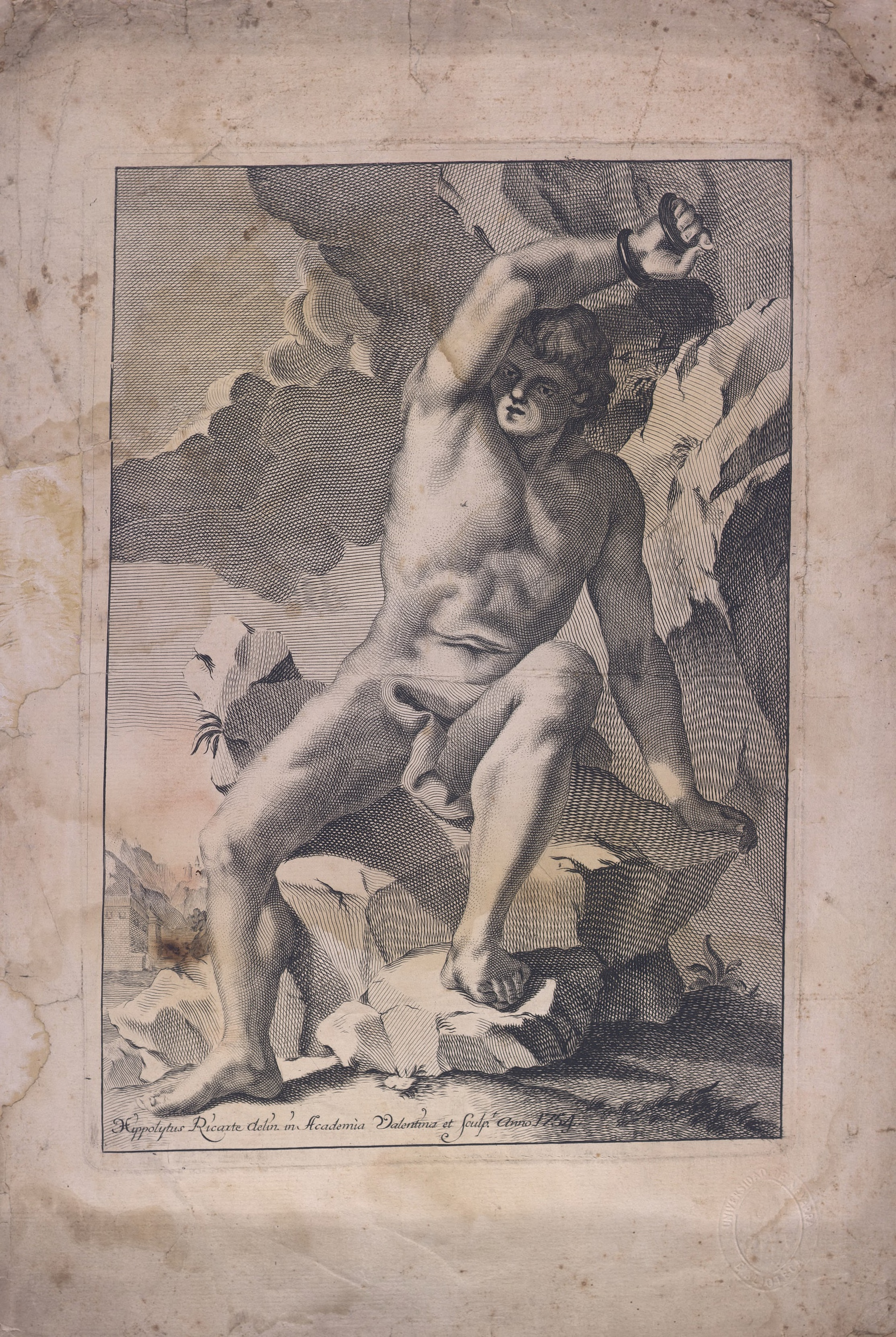
Desnudo de academia [Prometeo encadenado], firmado «Hippolytus Ricarte delin. in Academia Valentina et Sculp.^{t} Anno 1754». Universidad de Navarra.

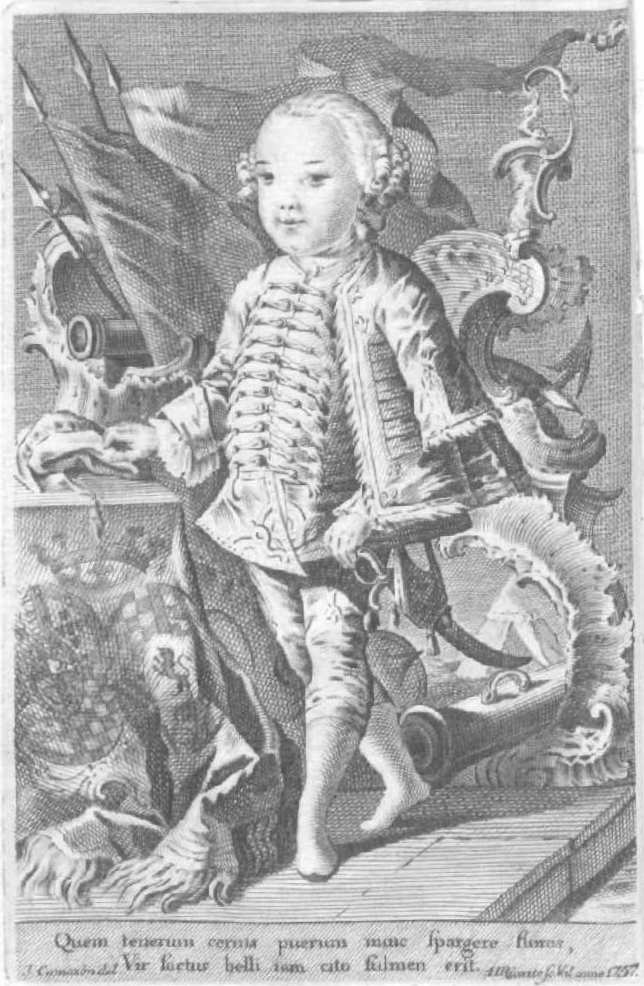
Retrato de Fernando Pascual Stuardo; grabado de Hipólito Ricarte por dibujo de José Camarón Bonanat para el Compendio mathematico de Tomás Vicente Tosca, editado en Valencia en 1757 con dedicatoria al primogénito del duque de Veragua

Hipólito Ricarte fue un calcógrafo español activo en Valencia y Madrid de 1750 a 1794.

## Biografía
Hijo del pintor Antonio Ricarte, de quien también se conoce algún grabado, de sus estudios de dibujo en la Academia de Bellas Artes de Santa Bárbara existe el testimonio gráfico de la estampa con un desnudo de academia, que quizá represente a Prometeo, firmada «Hippolytus Ricarte delin. in Academia Valentina et Sculpt Anno 1754». Las primeras planchas calcográficas firmadas por Hipólito Ricarte, anteriores a esta, parecen ser la estampa con los escudos de Játiva y de Felipe V en el frontispicio de las Ordenanzas generales para el govierno político, y económico de la ciudad de San Phelipe (1750), y la del beato José de Calasanz recibiendo en su lecho de muerte la visión de la Virgen que ilustra el tratado de fray José de la Concepción, Varones insignes en santidad de vida del Instituto y religión de clérigos regulares pobres de la Madre de Dios de las Escuelas Pías (Valencia, 1751), escena enmarcada en una cartela de acusado gusto rococó como las que se encontrarán también en algunas de sus estampas posteriores.
A estas siguen, por una parte, retratos abiertos por dibujos de José Camarón Bonanat (retrato de Fernando VI para el Tratado legal, y político de caminos públicos y posadas de Tomás Fernández de Mesa, Valencia, 1755, y del niño Fernando Pascual Stuardo para el Compendio mathematico de Tomás Vicente Tosca, Valencia, 1757) y, por otra, las figuras de carácter técnico y geométrico para esos mismos tratados. Colaboró con Pascual Cucó y Carlos Francia en las ilustraciones de la Proclamación del Rey nuestro señor don Carlos III [...] en su fidelísima ciudad de Valencia, relación de las fiestas presentada por el regidor perpetuo Mauro Antonio Oller y Bono, editada en Valencia, por la viuda de Orga en 1759. Poco posterior ha de ser el mapa del arzobispado de Valencia, corregido por Tomás Villanova, con leyendas enmarcadas en características cartelas rococó.
Pensionado en París por la Real Academia de Bellas Artes de San Fernando para el estudio de las técnicas de estampación —formación de tintas, preparación del aceite y manejo de los tórculos—, se estableció a su regreso en Madrid. Aquí firmó varias de las láminas que, por dibujos de Jerónimo Antonio Gil, ilustran La monarchia hebrea de Vicente Bacallar impresa en tres tomos por Gabriel Ramírez (1761), con cerca de ochenta ilustraciones y la participación de buena parte de los mejores grabadores activos por entonces en Madrid, y con Juan Minguet y José Murguía proporcionó en 1764 las nuevas ilustraciones para la Descripción del Real Monasterio de San Lorenzo del Escorial: su magnífico templo, panteón y palacio, edición resumida y actualizada por el padre Andrés Jiménez de la célebre descripción del padre Francisco de los Santos. Trabajó también por los mismos años para la imprenta de Joaquín Ibarra en obras científicas como la Dissertación physico botánica sobre el uso de la cicuta de José Quer (1764).
En estampas de devoción, entre muchas otras, pueden citarse la que representa de medio cuerpo a san Nicolás Tolentino, firmada ya en 1750, y la de Nuestra Señora del Losar de Villafranca del Cid, con una advertencia al pie que indica que se imprimió en su casa, en la calle de los Avellanos, frente al palacio arzobispal, y ya en Madrid las de Nuestra Señora de la Humildad conforme se venera en el refectorio del Colegio de Niños Desamparados de Madrid, fechada en 1763, y la de Nuestra Señora de los Peligros del Convento de la Piedad Bernarda, llamado de las Vallecas, todas ellas por dibujo propio.